# Fenantren
Fenantren – organiczny związek chemiczny, policykliczny węglowodór aromatyczny (trójcykliczny). Jest zbudowany z trzech pierścieni benzenu, skondensowanych w sposób kątowy. W roztworach wykazuje słabą niebieską fluorescencję.
Otrzymywany jest ze smoły pogazowej (głównie z oleju antracenowego).